# 富田林警察署
富田林警察署（とんだばやしけいさつしょ）は、大阪府警察が管轄する警察署の一つである。

## 所在地
- 大阪府富田林市常盤町2番7号

## 管轄区域
- 富田林市
- 南河内郡
  - 河南町
  - 太子町
  - 千早赤阪村

## 交番
- 板持交番 - 富田林市西板持町八丁目15番14号
- 彼方交番 - 富田林市大字彼方無番地
- 喜志交番 - 富田林市喜志町二丁目1番7号
- 小金台交番 - 富田林市小金台三丁目1番4号
- 金剛交番 - 富田林市寺池台一丁目9番70号
- 新堂交番 - 富田林市中野町東一丁目5番34号
- 須賀交番 - 富田林市須賀二丁目22番12号
- 本町交番 - 富田林市本町8番15号
- 石川交番 - 南河内郡河南町大字一須賀3番地
- 白木交番 - 南河内郡河南町大字白木1287番地
- 太子町交番 - 南河内郡太子町大字山田274番地3

## 駐在所
- 東条駐在所 - 富田林市大字佐備841番地の6
- 赤阪駐在所 - 南河内郡千早赤阪村大字水分72番地
- 東阪駐在所 - 南河内郡千早赤阪村大字東阪1210番地3
- 千早駐在所 - 南河内郡千早赤阪村大字千早1033番地1

## 不祥事

### 勾留中の被疑者加重逃走事件
2018年8月12日21時45分頃、強盗致傷等の容疑で勾留中だった、30歳の無職の被疑者の男が逃走する事件が発生した。
被疑者は逃走直前まで弁護士と面会していたが、弁護士は面会終了を署員に告げず富田林警察署を後にした。それから1時間40分が経過し、面会が長すぎることを不審に思った署員が面会室を確認したところ、被疑者は既に逃走した後だった。その後、被疑者は9月29日に、逃走地点から350キロメートル先にある山口県周南市内の道の駅ソレーネ周南で、日本一周の自転車旅行中を装っていたところを山口県周南警察署員に現行犯逮捕された。
当署では、面会室のドアが開くとブザーが鳴る設定だったが、留置中の被疑者からうるさいと苦情が出ていたことを受け、逃走事件が起こる約1年前から意図的にブザーの電池が抜かれた状態だった。また、留置場では月に1度、設備の一斉点検が義務づけられているが、同署では実施せず、日常的な点検で済ませていた。さらに、逃走事件当日に留置場管理を担当していた署員が、持ち込みが禁止されている私用携帯電話を使い、勤務中にプロ野球中継の結果やアダルトサイトを閲覧していた事も発覚した。
このような留置管理の杜撰さが本事件を生起させたとして、大阪府警察本部は10月12日付で署長を減給の懲戒処分とし、警務部付へ更迭した他、事件当日の当直責任者や上記の携帯電話を持ち込んでいた署員など関係者計14人への懲戒処分等を下した。
なお、この被疑者は最終的に懲役17年の判決が確定している。